# Naschid
Naschid (arabisch نشيد, DMG našīd (Singular), Anaschid أناشيد, DMG anāšīd (Plural); arabisch für „Hymne“ oder „Lied“; englisch Nasheed; türkisch Naşid, malaiisch Nasyid und Ilahija in Bosnien-Herzegowina) ist ein Gesang zum Lob Allahs oder des Propheten, der die Zugehörigkeit zur islamischen Glaubensgemeinschaft zum Inhalt hat. Als religiöses Liedgut dient der Naschid neben dem Ghazal vorrangig der Glaubensbekräftigung im Islam. Die Instrumentierung umfasst sowohl traditionelle als auch elektronische Musikinstrumente. In einigen Liedtexten werden Koranverse rezitiert. Gegenstand der Anaschid ist neben dem Lobpreis die Bitte um göttlichen Beistand und die Einhaltung religiöser Pflichten wie der Bewährung im irdischen Leben.

## Naschid in der Gegenwart
Als populäre zeitgenössische Sänger von Anaschid im klassischen Stil gelten Ahmed Bukhatir aus den VAE, der Koranrezitator Mischari Raschid al-Afasi aus Kuwait oder Muhammad Al Kurdi aus Kurdistan sowie Maher Zain aus Schweden wie Sami Yusuf aus Aserbaidschan. Die Anaschid von Zain und Yusuf tragen Einflüsse westlicher Populärmusik (Soul, R&B oder Pop) und werden auch in englischer Sprache gesungen. Sängerinnen wie Nissa Sabyan aus Indonesien oder Selma Bekteshi aus Albanien erreichen gleichfalls ein breites Publikum mit ihrer Anaschid. Weiterhin sind Kinder wie Ayisha Abdul und Hasbi Rabbi Jallallah als Sängerinnen erfolgreich. Die deutschsprachigen Anaschid zeigen deutliche Einflüsse des Sprechgesangs aus dem Hip-Hop.
Innerislamische Diskussionen über den Instrumenteneinsatz oder Anpassungen an die kommerzielle Populärmusik zeigen die große Bedeutung der Loblieder innerhalb der islamischen Musik. Letztlich überwiegt eine sehr große musikalische, sprachliche und instrumentelle Praxis.

## Naschid im Salafismus
„Naschids sind A-cappella-Gesänge mit religiösen Inhalten und haben eine lange Tradition. Unter anderem wurden sie von mystischen islamischen Richtungen wie dem Sufismus genutzt. Gerade in den letzten Jahren bedienen sich Salafisten der Naschids.“ Die salafistisch-jihadistische Anaschid, welche ihre Botschaft vom kriegerischen Märtyrertum im Sinne eines militanten Salafismus dem Hörer unterbreiten, stellen eine erfolgreiche Mobilisierungsstrategie des islamistischen Terrorismus dar. In der salafistischen Islamistenszene werden jene „Kampf-Naschids“ als Propaganda- und Kampflieder für den gewaltsamen Dschihad gegen die sogenannten Ungläubigen verbreitet. Die Bundesprüfstelle für jugendgefährdende Medien (BPjM) setzte im März 2012 erstmals drei im Internet weit verbreitete Dschihad-Lieder auf den Index (Liste der jugendgefährdenden Medien). Es handelt sich um islamistische Kampflieder von Denis Cuspert, der früher als Rapper unter dem Namen Deso Dogg auftrat.
Anaschid werden auch mit kämpferischen Inhalt und teils kriegerischer Motivation komponiert. Kämpferische Anaschid wurden unter anderem von Imam Alimsultanov (1957–1996) anlässlich des ersten Tschetschenienkrieges gesungen.

## Bekannte Naschids
- Rahman und Mustafa von Mischari Raschid al-Afasi.
- Allahu Akbar und La ilahe illallah von Imam Alimsultanov.
- Ya Adheeman, Liyakun und Taweel Al Shawq von Ahmed Bukhatir.
- Allahumma salli ala Muhammad und Make me Strong von Sami Yusuf.
- Tamanna von Ehsaan Tahmid.
- My Hope und The way of the Tears von Muhammad Al Muqit.
- Ya Nabi Salam Alayka von Maher Zain.
- Dā də bātorāno kor von Mullah Faqir Muhammad Darwesh (Taliban).
- Salil al-Sawarim, weit verbreiteter Naschid des IS, in Propagandavideos verwendet
- Şehadet Vakti!, türkischer Naschid von Muhammed Fatih
- Tabalagh bil Qaleel von Osama al-Safi
- Mi Smo Vojska Allahova, weit verbreiteter bosnischer Naschid aus dem Bosnienkrieg
- Ya Quluban (Elamyoun) von Abdullah al-Sinani
- Ana Maradun, Fataat Al Khair und Maden Kal Sayf von Abu Ali